# Десцеме, Жан
Жан Десцеме (фр. Jean Descemet; 20 апреля 1732 — 17 октября 1810) — французский врач, анатом и ботаник, профессор анатомии и ботаники в Париж. Доктор наук (с 1757).
Изучал медицину в Париже.
Известен анатомическими исследованиями глаза и открытием задней основной оболочки роговицы, носящей ныне его имя Десцеметова оболочка (membrana basalis Descemetii). Это открытие было предметом оживленной полемики с Демуром старшим из-за первенства.
Им написан ряд работ по анатомии и ботанике. В 1759 году опубликовал «Каталог растений Аптекарского сада в Париже в соответствии с их родами и характеристиками их цветов, используя метод Турнефора» (фр. Catalog des plantes du jardin de MM. les apothicaires de Paris, suivant leurs geners et les caractères des fleurs, conformément à la méthode de M. Tournefort). Также известен своим трудом «Наблюдения за слизистой оболочкой», в котором описывается слизистая оболочка глаза, опубликованном в 1768 году издательством L’Imprimerie Royale.